# 萨卢瓦尔
萨卢瓦尔（法語：Caloire，亦作，法語發音：[salwaʁ]）是法国卢瓦尔省的一个市镇，位于该省南部，属于圣艾蒂安区。

## 地名
该市镇由“卢瓦尔河这一侧”（en deçà Loire）的几个村庄组成，因而得名。

## 地理
萨卢瓦尔（45°25'8"N, 4°14'33"E）面积4.7 平方千米，位于法国奥弗涅-罗讷-阿尔卑斯大区卢瓦尔省，该省份为法国中南部省份，北起顺时针与索恩-卢瓦尔省、罗讷省、伊泽尔省、阿尔代什省、上盧瓦爾省、多姆山省和阿列省接壤。
与萨卢瓦尔接壤的市镇（或旧市镇、城区）包括：于尼约、尚布勒、圣艾蒂安、圣莫里斯昂古尔瓜、圣保罗昂科尔尼永。
萨卢瓦尔的时区为UTC+01:00、UTC+02:00（夏令时）。

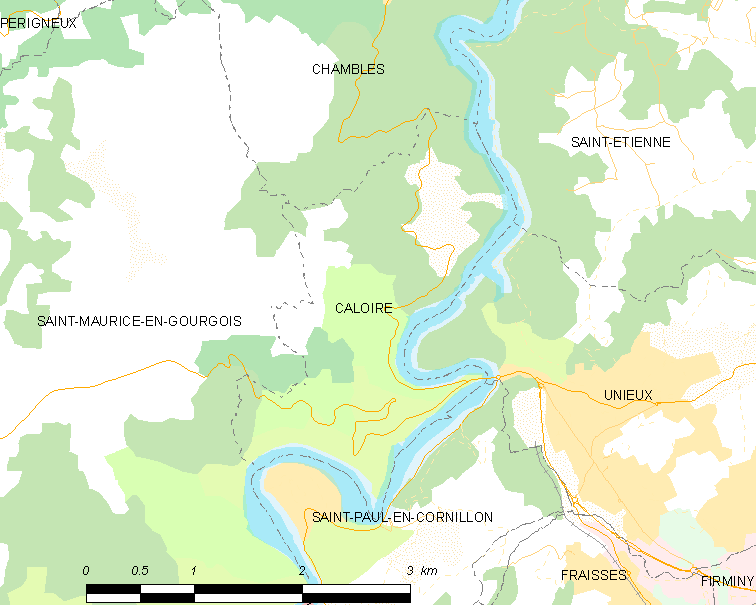
萨卢瓦尔的OSM定位图

## 行政
萨卢瓦尔的邮政编码为42240，INSEE市镇编码为42031。

## 政治
萨卢瓦尔所属的省级选区为菲尔米尼县。

## 人口

1962-2008年间萨卢瓦尔人口变化图示

萨卢瓦尔于2022年1月1日时的人口数量为322人。